# Distrito de Bytča
El distrito de Bytča (en eslovaco Okres Bytča) es una unidad administrativa (okres) de Eslovaquia Septentrional, situado en la región de Žilina, con 30.879 habitantes (en 2001) y una superficie de 282 km². Su capital es la ciudad de Bytča.

## Demografía
| Año        | 1994   | 2004    | 2014    | 2024    |
| ---------- | ------ | ------- | ------- | ------- |
| Población  | 30 159 | 30 879  | 30 682  | 31 444  |
| Diferencia |        | +2,38 % | −0,63 % | +2,48 % |

| Año        | 2023   | 2024    |
| ---------- | ------ | ------- |
| Población  | 31 308 | 31 444  |
| Diferencia |        | +0,43 % |

## Ciudades
- Bytča (11.362)

## Municipios
- Hlboké nad Váhom 938
- Hvozdnica 1194
- Jablonové 899
- Kolárovice 1815
- Kotešová 1993
- Maršová-Rašov 927
- Petrovice 1578
- Predmier 1364
- Štiavnik 4064
- Súľov - Hradná 941
- Veľké Rovné 3760

(los datos de población son a 31 de diciembre de 2017)